# Scandalo negli abissi
Scandalo negli abissi (Scandale aux abysses) è un soggetto per balletto o cartone animato di Louis-Ferdinand Céline, pubblicato nel 1950 a Parigi dall'editore Chambriand.

## Trama
La vicenda inizia nelle profondità degli abissi, "in prossimità di Terranova, 3472 metri di profondità", dove Nettuno, nel lusso del suo Palazzo, è afflitto da grandi preoccupazioni: inerme sotto i colpi delle modernità umane, viene tormentato dalle continue lamentele del popolo degli oceani, vittima delle crudeli cacce e pesche perpetrate dall'uomo. Come se non bastasse, l'inasprimento e la gelosia di sua moglie Venere, incapace di mantenere intatta la sua millenaria bellezza, lo assillano anche nella vita privata.

L'unica consolazione che resta all'oramai impotente dio è la grazia con cui si esibisce il corpo di ballo delle sirene: tra queste, una in particolare attira le attenzioni di Nettuno, la sbarazzina Pryntyl, con cui condivide intimi momenti tra boschetti d'alghe. Ma la gelosa Venere, informata del ménage tra suo marito e la ballerina, accusa la bella sirena di "tradimento verso le specie marine", al punto che Nettuno, per non mettere in ulteriore pericolo il suo regno, si vede costretto ad esiliarla sulla terra, dove avrà gambe per assistere agli orrori della vita umana, finché non tornerà ad essere degna di abitare i fondali marini.

Pryntyl arriva sulla terraferma, e trova subito lavoro in una taverna portuale, dove tutti restano ammaliati e dalla sua voce cristallina e dalla sua bellezza; ma questo incanto dura ben poco, e Pryntyl viene presto contagiata dalla corruzione delle abitudini umane, al punto che Nettuno, giunto alla taverna sotto spoglie umane, la trova ubriaca, senza voce, abbrutita a causa di quell'esilio lontano dagli abissi. Disperato per la condizione in cui versa la sua adorata, anche Nettuno si abbandona all'alcool, divenendo facile preda degli avventori della locanda, che lo derubano persino del suo tridente e lo trascinano infine al commissariato, dove la sua prigionia durerà comunque ben poco. Complice una tromba d'aria infatti, Nettuno torna negli abissi, lasciando Pryntyl al suo destino.

Ma i vizi umani non sembrano più interessare la sirena, che avverte forte il richiamo del mare, mentre una profonda malinconia la pervade.
Si trova così al punto di confidare tutte le sue pene ad un ufficiale, convincendolo ad imbarcarla clandestinamente sulla nave dove lavora, per condurla al largo. Ma la nave su cui Pryntyl si imbarca è, sciaguratamente, la nave comandata dal temibile Kapitano Krog, il più sanguinario tra i cacciatori di foche. Mentre si avvicinano al Palazzo di Nettuno, Pryntyl comincia a recuperare le sue originarie sembianze, e al posto delle gambe compare nuovamente la coda a scaglie blu, e il suo volto si purifica, e la sua voce ritorna armoniosa, tanto che un canto le sgorga spontaneo, incontrollato, così forte che Nettuno stesso riesce a sentirlo, commuovendosi per il prossimo ritorno della sua prediletta. Purtroppo, non soltanto il dio ode la melodia intonata da Pryntyl: il Kapitano Krog, dopo dei lunghi momenti di esitazione, si precipita nella cabina dove la sirena è nascosta, e la uccide brutalmente.

Scosso da una tremenda ira, Nettuno conduce la nave al naufragio, punendone poi l'equipaggio con una pena esemplare: imprigionati in alcune boe, il Kapitano e i suoi marinai canteranno per l'eternità, in balìa delle onde.

L'opera si conclude con una descrizione delle moderne tecniche di difesa allestite da Nettuno, che, inconsolabile per la perdita di Pryntyl, vaga disperato per i fondali, rifuggendo la compagnia di Venere.

## Riferimenti nella cultura
- Il singolo Pryntyl, estratto dall'album Marinai, profeti e balene del cantautore italiano Vinicio Capossela, è ispirato all'opera di Céline.

## Edizioni italiane
- Scandalo negli abissi, a cura di Ernesto Ferrero, Illustrazioni di Emilio Tadini, Genova, Il melangolo, 1984, Collana «I libri con le figure» 8, ISBN 88-7018-032-8.